# Chatte
Chatte is een gemeente in het Franse departement Isère (regio Auvergne-Rhône-Alpes). De plaats maakt deel uit van het arrondissement Grenoble. Chatte telde op 1 januari 2022 2.476 inwoners.

## Geografie
De oppervlakte van Chatte bedroeg op 1 januari 2022 22,81 vierkante kilometer; de bevolkingsdichtheid was toen 108,5 inwoners per km².

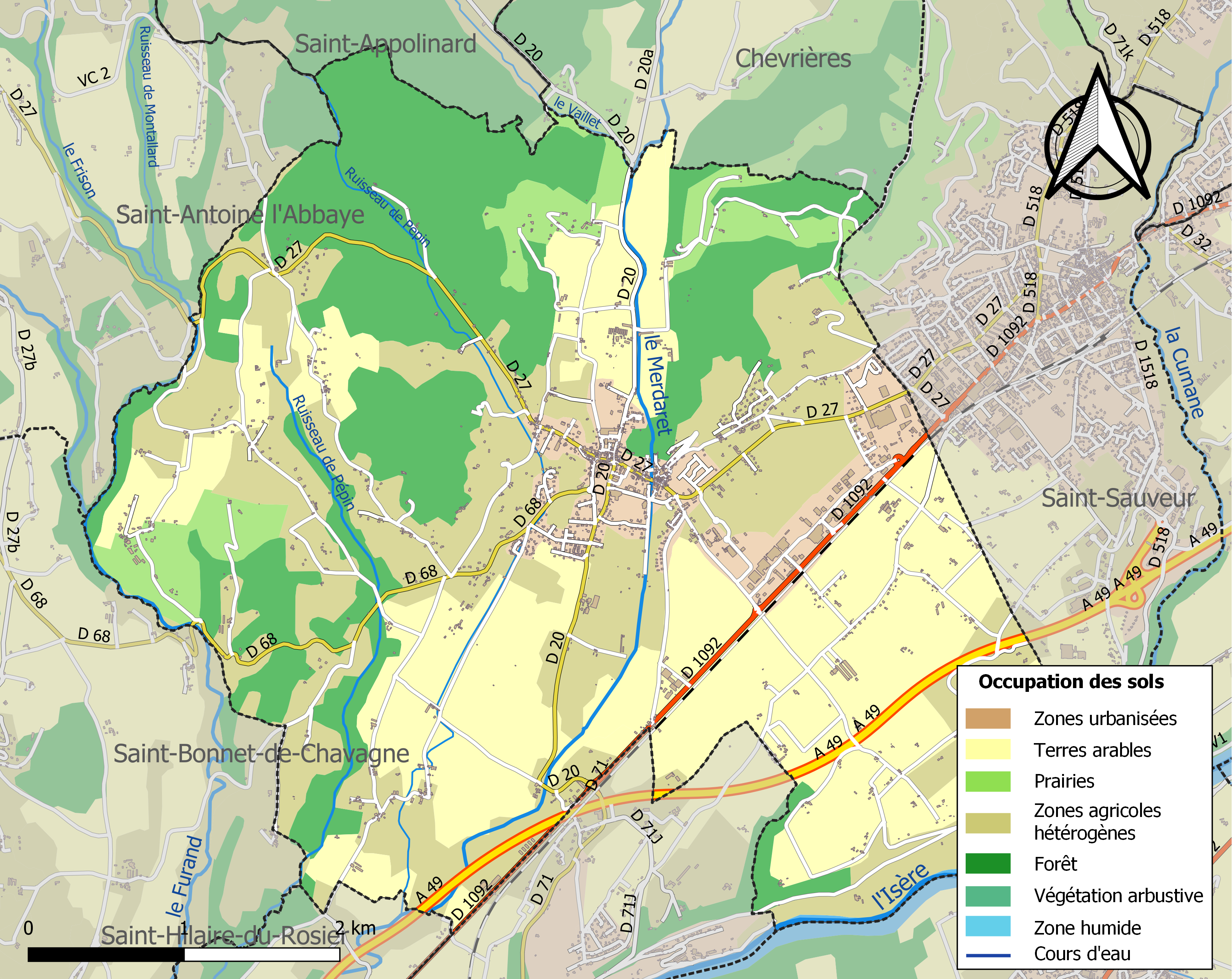
Kaart van de gemeente met de belangrijkste infrastructuur, bodemgebruik en omliggende gemeenten

## Demografie
Onderstaande figuur toont het verloop van het inwonertal (bron: INSEE-tellingen).